# Irena Jukić Pranjić
Irena Jukić Pranjić (Bjelovar, 25. listopada 1973.) - hrvatska crtačica stripa, animatorica, ilustratorica
Rođena je 25. listopada 1973. godine u Bjelovaru. Osnovnu i srednju školu završila je u rodnom gradu. Diplomirala je na Akademiji likovnih umjetnosti u Zagrebu i na Odsjeku Povijesti umjetnosti Filozofskog fakulteta. Crta stripove od 1997. godine. Autorica je strip-albuma „Protuotrov” i „Emisija emocija” (2×2, 2015.). Autorica je i glavna urednica antologije „Ženski strip na Balkanu” (Fibra, 2010.). Urednica je i redateljica dokumentarnog televizijskog serijala „Strip u Hrvatskoj”.
Članica je ULUPUH-a I HDLU-a. Profesionalno se bavi autorskim animiranim filmom od 2011., nakon desetljeća rada na autorskim stripovima i stripovima za djecu.
Bavi se i pedagoškim radom, predaje likovnu kulturu u Osnovnoj školi Štefanje (prije u OŠ Rovišće), te predaje strip na Akademiji likovnih umjetnosti u Zagrebu. Uz to bavi se i ilustracijom, uredništvom knjiga i TV serijama.

## Filmografija:
- „Ornament duše” - kratki animirani film, 2011.
- „Požuda” - kratki animirani film, 2014.
- „Gamer Girl”- kratki animirani film, 2016.
- „Real Boy”– kratki animirani film, 2021.

Osvojila je velik broj nagrada za svoje animirane filmove na festivalima u Hrvatskoj i inozemstvu.

## Ilustracija slikovnica:
- „Priča o mom i tvom rođenju” Mirjane Hercigonja Saucha
- „I buhe kašlju” Fulvia Tomizze
- „Beba dolazi kući” dr. Marija Ćatipović, prim. dr. Vinko Ćatipović i Irena Jukić Pranjić
- „Tomica otkriva svijet” (također i autorica teksta)
- „Piton” Zorana Ferića
- „O dječaku koji je želio postati ptica”, Ane Đokić Pongrašić